# Weißensberg
Weißensberg település Németországban, azon belül Bajorországban. Lakosainak száma 2761 fő (2023. december 31.). Weißensberg Achberg, Sigmarszell és Wangen im Allgäu községekkel határos.

## Népesség
A település népessége az elmúlt években az alábbi módon változott:
| Lakosok száma | 570  | 1505 | 1646 | 2590 | 2613 | 2598 | 2660 | 2622 | 2638 | 2761 |
|               | 1875 | 1970 | 1975 | 2011 | 2013 | 2014 | 2016 | 2019 | 2021 | 2023 |